# Strumaria barbarae
Strumaria barbarae là một loài thực vật thuộc họ Amaryllidaceae. Đây là loài đặc hữu của Namibia. Môi trường sống tự nhiên của chúng là vùng nhiều đá.